# 4283 Stöffler
4283 Stöffler eller 1988 BZ är en asteroid i huvudbältet som upptäcktes den 23 januari 1988 av den amerikanska astronomen Carolyn S. Shoemaker vid Palomar-observatoriet. Den är uppkallad efter den tyske astronomen Dieter Stöffler.
Asteroiden har en diameter på ungefär 7 kilometer och den tillhör asteroidgruppen Phocaea.